# Livio Sanuto
Livio Sanuto (* um 1520 wahrscheinlich in Venedig; † 1576 in Italien), auch Livio Sanudo oder Livius Sanutus genannt, war ein italienischer Kosmograph und Mathematiker, der zur geographischen Erfassung der Welt Wesentliches beigetragen hat. So wurden von ihm Erdgloben geschaffen und der erste Atlas von Afrika (Geografia dell' Africa) 1588 in Venedig herausgebracht, dessen Kartenwerk für die damalige Zeit äußerst  genau war und von anderen führenden Kartographen und Kosmographen fast ein Jahrhundert lang für ihre eigenen Arbeiten als Grundlage verwendet worden ist.

## Herkunft
Livio Sanuto entstammte der alteingessenen (etwa seit dem 5. Jahrhundert) venezianischen Patrizier-Familie Sanudo (italisiert Sanuto), die im Laufe der Jahrhunderte eine ganze Reihe von Politikern (Senatoren), Soldaten, Schriftstellern und Gelehrten hervorgebracht hat. So zum Beispiel Marco Sanudo (um 1153–1227), der 1207 in der Ägäis das Herzogtum Archipelagos mit Gewalt gegründet hat, oder der Schriftsteller und Tagebuchschreiber Marin Sanudo d. J. (1466–1533). — Der Vater von Livio Sanuto scheint ein politisches Amt in der venezianischen Republik innegehabt zu haben. Von weiteren Mitgliedern der Familie ist nur noch ein Bruder bekannt: Giulio Sanuto (1540–1588), der Zeichner und Kupferstecher gewesen ist und Livio Sanuto bei dessen Lebenswerk als  wertvoller Mitarbeiter zur Seite gestanden hat.

## Schaffen
In der Zeit des Schaffens von Livio Sanuto gab es einen Umbruch in der Geografie durch die weiten Entdeckungsreisen (Amerika, Asien), die die Räume der Erde stark veränderten und Kartographen und Kosmographen zu neuen Überlegungen in ihren Projektionen zwangen. Dadurch wurden in der zweiten Hälfte des 16. Jahrhunderts die ptolemäischen Karten, gerade erst etwa ein Jahrhundert früher in der Renaissance entdeckt, durch neue Karten ersetzt, die zunächst vor allem von Gerhard Mercator (1512–1594) und Abraham Ortelius (1527–1598) aufgrund neuer Berechnungsmethoden geschaffen wurden. Auch vollständig neue Atlanten (Atlas Novus) entstanden in dieser Zeit.
Auch in seiner unmittelbaren Umgebung hat Livio Sanuto etwas von diesen Neuerungen miterlebt. Seit 1539 wirkte der Kartograph Jacopo Gastaldi (1500–1566) in Venedig, der den Kupferstich als Darstellungsmethode in die Kartographie einführte und im Jahr 1548 so etwas wie einen Vorläufer-Atlas veröffentlicht hatte mit seinem Werk La universale descrittione del mondo, das eine Vielzahl von Karten in einem kleinen Format enthielt. Es ist durchaus denkbar, dass Sanuto und Gastaldi sich persönlich gekannt haben und es zwischen ihnen zu einem Gedankenaustausch gekommen ist.
Der Plan von Livio Sanuto, alle Erdteile zu beschreiben und zu kartographieren und somit einen Weltatlas zu schaffen, konnte von ihm nur zu einem kleinen Teil ausgeführt werden. Als er 1576 starb, war erst Afrika in sich soweit abgeschlossen, dass Giulio Sanuto, sein Bruder, in der Lage war, alle Karten zu Ende zu stechen und das Werk 1588 zu veröffentlichen. Der Atlas (Geografia dell' Africa) enthielt 12 Karten (Kupferstiche) und war mit umfangreichen Kommentaren versehen. Insgesamt umfasste er 146 Seiten und war in dem gleichen praktischen Format gehalten wie es der Verleger und Kartenhändler Antonio Lafreri (1512–1577) zum ersten Mal bei seinen Veröffentlichungen angewendet hatte. Die Präzision der sanutoischen Karten (bei allen Ungenauigkeiten und Irrtümern der damaligen Zeit) besticht auch noch nach Jahrhunderten und es ist schade, dass es Livio Sanuto nicht vergönnt war, einen vollständigen Weltatlas zu schaffen, der bestimmt ein herausragendes Werk in der Geschichte der Kartographie gewesen wäre.
Die Titelseite und einige Kartenbilder aus dem Atlas:

Titelseite
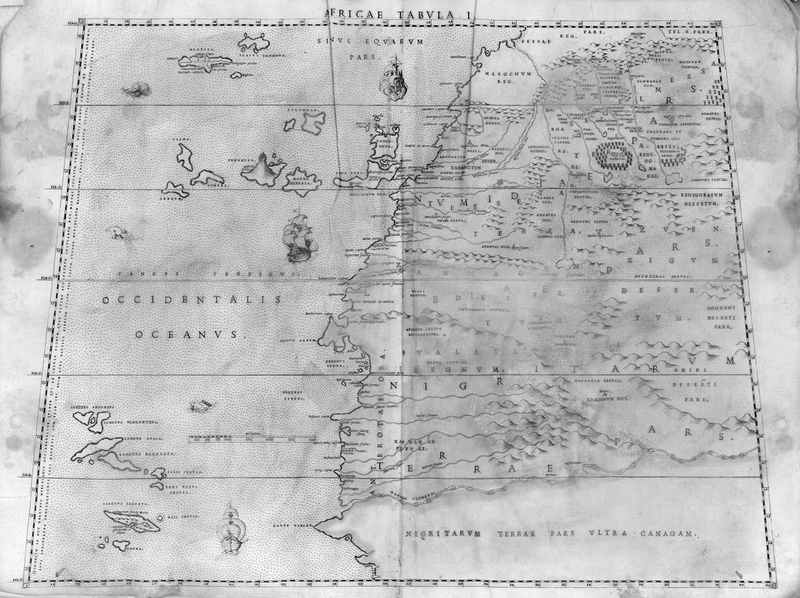
TABULA I
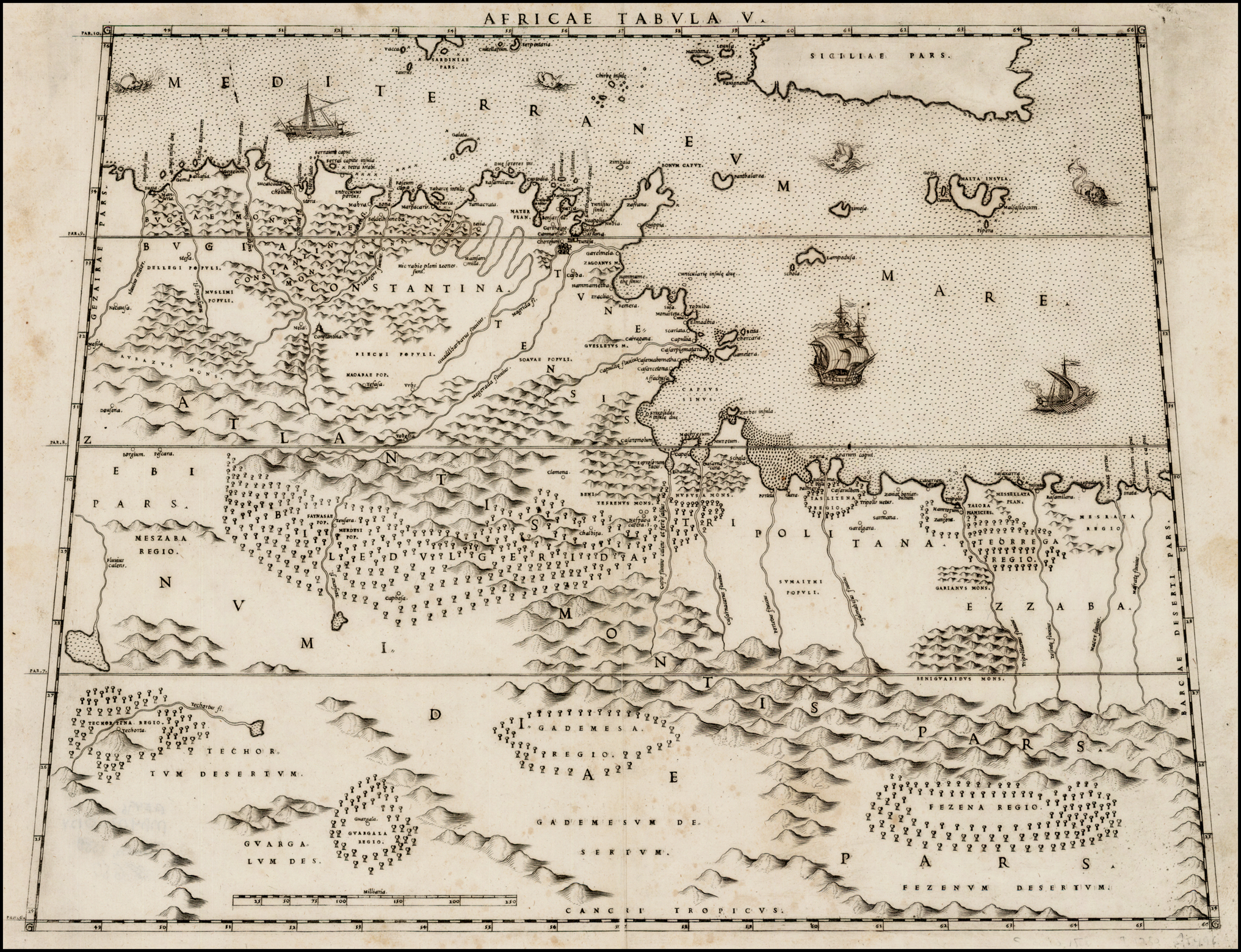
TABULA V
TABULA X
TABULA XI

## Globen
- Von den Erdgloben, die Livio Sanuto zusammen mit Giulio hergestellt hat, ist noch einer in Teilstücken erhalten: der sogenannte Holzheimer Globus, der aus dem Jahre 1561 stammt und im Durchmesser 68,5 cm misst.
- Ein weiterer Erdglobus, in einem quadratischen Holzgestell gelagert, wird ihm ebenfalls zugeschrieben.[1]